# Zwartzustersklooster (Hamont)

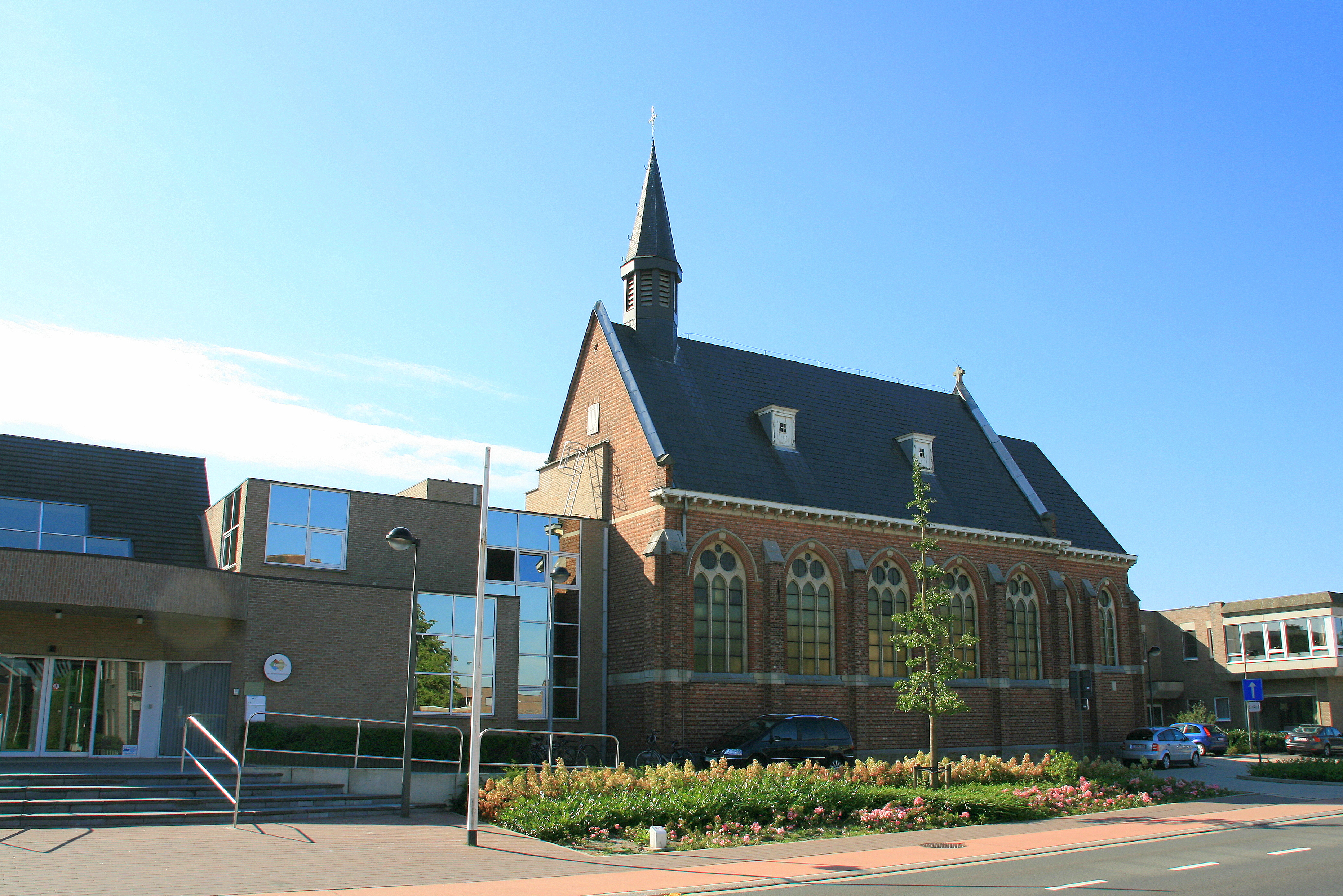
Zwartzusterskapel

Het Zwartzustersklooster was een klooster, gelegen aan Bosstraat 7 te Hamont in de Belgische provincie Limburg. Van dit klooster is de neogotische kapel bewaard gebleven.

## Geschiedenis
Nadat in 1884 een epidemie van difterie was uitgebroken, deed men een beroep op de zwartzusters uit Sint-Truiden om zich in Hamont te vestigen. In 1885 kwamen de eerste zusters aan, met de bedoeling om een ziekenhuis en een bejaardenopvang op te richten. Er werd veel geld geschonken door de teutenfamilies, en in 1888 werd de eerste steen gelegd voor een klooster, toegewijd aan Sint-Jan Berchmans. Architect was Leonardus Goyaerts. In 1889 trokken de zusters hier in.
In 1902 kwam de kliniek gereed, in 1904 de kloosterboerderij, en in 1909 een vleugel voor de huisvesting van oude mannen. Van 1913-1967 was er een noviciaat, dat vanuit Sint-Truiden was overgebracht. De nieuwe kapel werd in 1930 ingewijd. In 1946 werd een ziekenhuisafdeling voor vrouwen, inclusief een kraamafdeling, opgezet. In 1958 werd de kliniek opgeheven. In 1976 werd het moederhuis van het klooster gesloten, en het complex werd uiteindelijk ingericht als een bejaardentehuis, voorzien van een aantal serviceflats. De oude gebouwen werden grotendeels afgebroken en vervangen door nieuwe. De kapel bleef behouden.
De kapel is een bakstenen neogotisch gebouw, voorzien van een zadeldak gedekt door leien, waarop zich een dakruiter bevindt. Het meubilair is uit de kerk verdwenen, met uitzondering van de glas-in-loodramen, die in 1990 nog werden gerestaureerd.